# Kuno Fischer

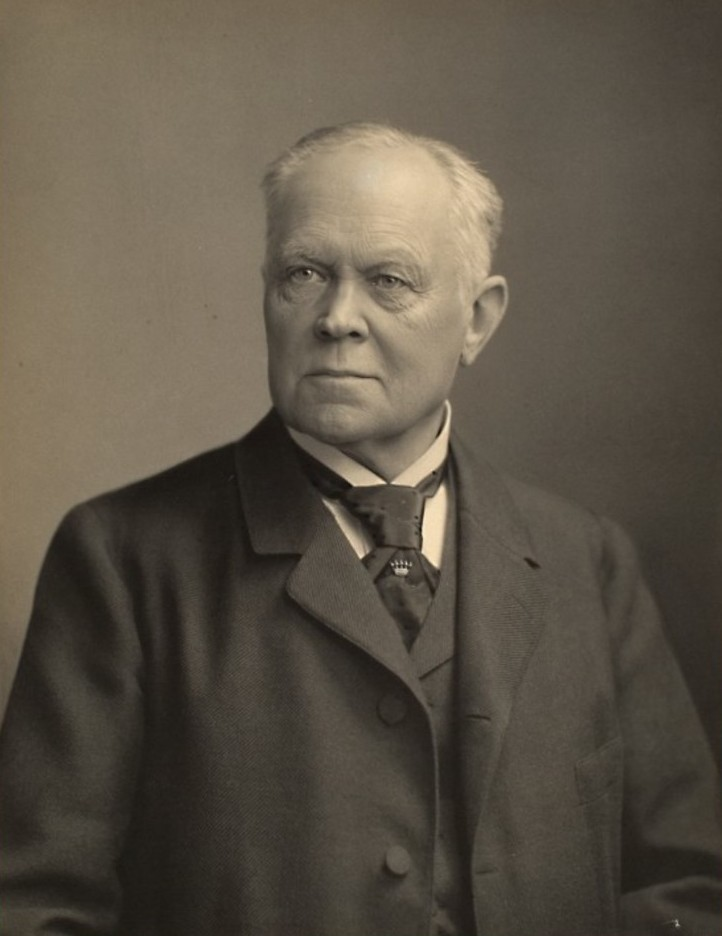
Kuno Fischer

Ernst Kuno Berthold Fischer (* 23. Juli 1824 in Tschistey bei Guhrau, Provinz Schlesien; † 5. Juli 1907 in Heidelberg) war ein deutscher Philosoph und Anhänger des Neukantianismus, der auch als Philosophiehistoriker bekannt ist.

## Leben

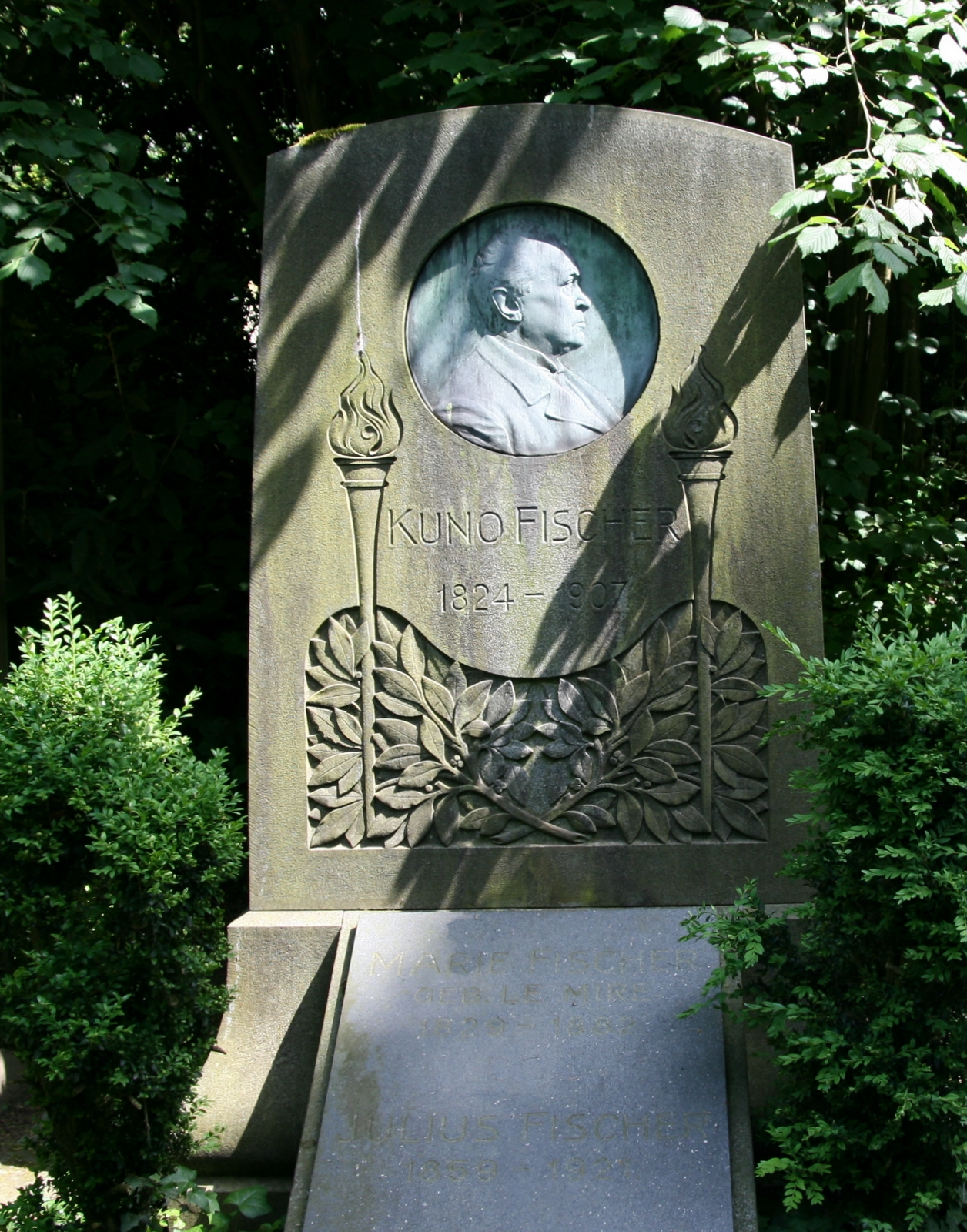
Grabmal und Grabanlage von Kuno Fischer auf dem so genannten Professorenweg des Heidelberger Bergfriedhofs in der Abteilung D

Der Sohn des Generalsuperintendenten Karl Theodor Fischer (1787–1878) studierte nach dem Gymnasialbesuch in Posen ab 1844 in Leipzig und Halle Philosophie, Philologie und Theologie, wo er unter anderem Johann Eduard Erdmann zu Hegel hörte. 1847 wurde er mit einer Arbeit über Platons Parmenides promoviert und war anschließend zeitweilig als Hauslehrer in Pforzheim tätig. Er habilitierte sich 1850 als Privatdozent der Philosophie in Heidelberg. 1853 wurde ihm unter dem Vorwurf des Pantheismus die Lehrerlaubnis (venia legendi) entzogen. 1856 folgte er nach vergeblichen Versuchen, in Preußen eine Zulassung als Privatdozent zu erhalten, einem Ruf als Professor für Philosophie nach Jena, wo er 16 Jahre lehrte. Fischer setzte hier seine Arbeiten an seiner umfangreichen Philosophiegeschichte (11 Bände; 1852–1901) fort. Hierbei fasste er Philosophiegeschichte in Anlehnung an Hegel als dialektischen Entwicklungsprozess auf. Unter anderem erschien 1860 als Band III und IV seine nicht unumstrittene Darstellung zu Kant. An der Jenaer Salana beteiligte er sich auch an den organisatorischen Aufgaben der Hochschule und war im Sommersemester 1862 sowie im Wintersemester 1868 Rektor der Alma Mater. Im Jahr 1872 nahm er einen Ruf nach Heidelberg an. Kuno Fischer hielt in Heidelberg vielbeachtete Festreden zum 500-jährigen Jubiläum der Universität Heidelberg im Jahr 1886 und zum 150. Geburtstag von Johann Wolfgang von Goethe im Jahr 1899. Kuno Fischer war zweimal verheiratet, seine erste Frau war die Tochter eines französischen Offiziers, seine zweite Frau war dänischer Herkunft.
Kuno Fischer soll einer der populärsten und beredsamsten deutschen Universitätslehrer im 19. Jahrhundert gewesen sein und teilte sich gemeinsam mit dem Chemiker Robert Wilhelm Bunsen den Ruf, Träger der meisten Professorenanekdoten zu sein. Sein Onkel mütterlicherseits war der bekannte antikatholische Publizist Otto von Corvin-Wiersbitzky.
Einige seiner Studenten waren W. Somerset Maugham und Frege. Kuno Fischer war der Doktorvater von Edmund Hardy (1852–1904), der 1879 unter ihm an der Philosophischen Fakultät der Ruprecht-Karls-Universität Heidelberg in Philosophie promoviert wurde.
Nachfolger auf seinem Lehrstuhl in Heidelberg wurde sein Schüler Wilhelm Windelband und nach diesem dessen Schüler Heinrich Rickert. Kuno Fischer fand am 8. Juli 1907 seine Letzte Ruhe auf dem Heidelberger Bergfriedhof in der Abteilung D, der so genannten Professorenreihe. Unter den Teilnehmern der Beisetzungsfeier waren Prinz Max von Baden, Alexander von Dusch und Albert Helbing.

## Wirkung
Fischers Geschichte der neuern Philosophie hat Nietzsche in seinem Bild der neuzeitlichen Philosophie, namentlich Spinozas und Descartes’, stark geprägt.

## Schriften

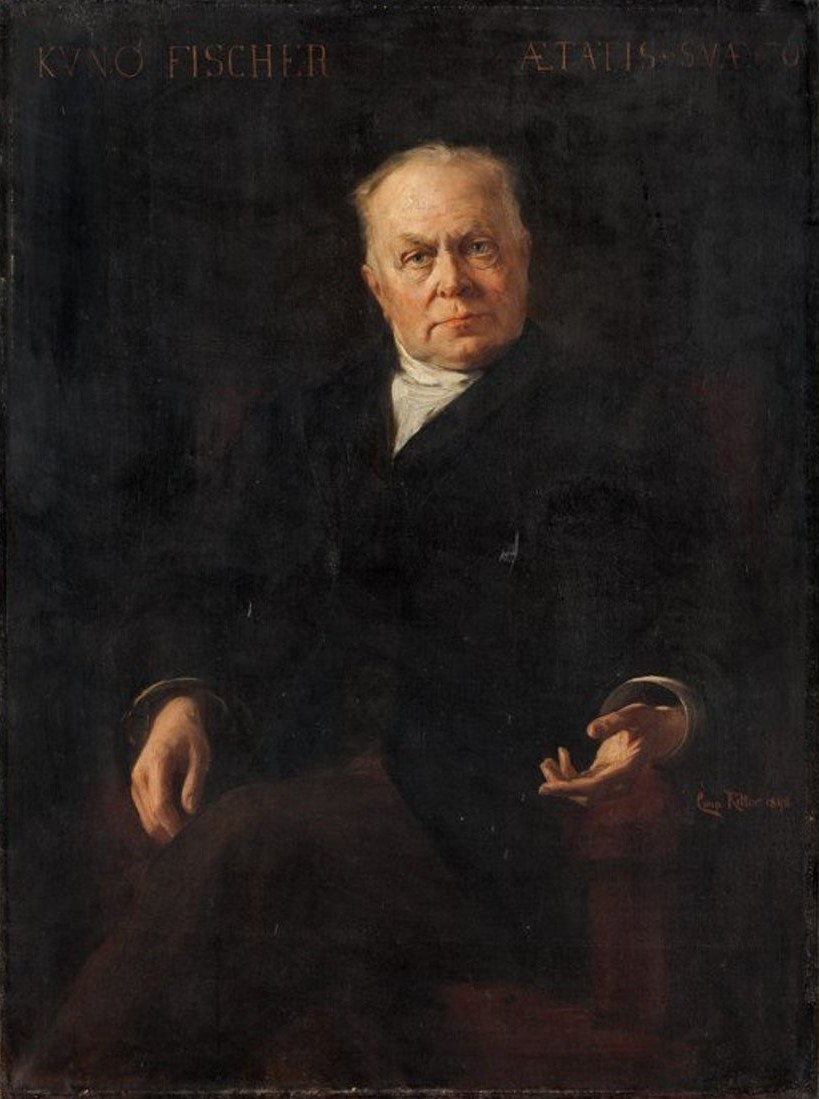
Kuno Fischer 1898, gemalt von Caspar Ritter

- 1849: Diotima. Die Idee des Schönen – philosophische Briefe (online)
- 1851: De Parmenide Platonico. Stuttgart (Dissertation von 1847, online).
- ab 1852: Geschichte der neuern Philosophie. 8 Bände. Heidelberg (div. Neuaufl. bis 1893, Jubiläumsausgabe 10 in 11 Bänden, darin Bd. 3 u. 4 Kant-Monographie).
  - erster Band: Descartes und seine Schule (1. Teil online, 2. Teil online)[6]
  - zweiter Band: Leibniz und seine Schule (online)
  - dritter Band: Immanuel Kant und seine Lehre (online)
  - vierter Band: Kant’s System der reinen Vernunft
(online: 2. Aufl. 1869, 3. neu bearb. Aufl. 1882, 4. neu bearb. Aufl. 1899)
  - fünfter Band: Fichte und seine Vorgänger (online)
  - achter Band: Hegels Leben, Werke und Lehre (online: 1. Teil (1901), 2. Teil (1901))
  - neunter Band: Schopenhauers Leben, Werke und Lehre (online (Jubiläumsausgabe 1898))
  - zehnter Band: Francis Bacon und seine Schule. Entwicklungsgeschichte der Erfahrungsphilosophie 4. Auflage. Heidelberg, Carl Winter Universitätsverlag 1923
- 1852: System der Logik und Metaphysik (online). 3. Aufl. Heidelberg 1909.[7]
- 1854: Das Interdict meiner Vorlesungen und die Anklage des Herrn Schenkel, Direktor des Heidelberger Prediger-Seminars, in der Darmstädtischen Kirchen-Zeitung. Mannheim (Rechtfertigungsschrift nach dem Entzug der venia legendi).
- 1854: Die Apologie meiner Lehre nebst Replik auf die „Abfertigung“ des Herrn Schenkel (online). (Schenkel hatte 1854 die Schrift Abfertigung für Herrn Kuno Fischer in Heidelberg veröffentlicht)
- 1857: Die Selbstbekenntnisse Schillers. Vortrag gehalten in der Rose zu Jena am 4. März 1857 (online)
- 1858: Schiller als Philosoph. Vortrag gehalten in der Rose zu Jena am 10. März 1858.
- 1860: Kant’s Leben und die Grundlagen seiner Lehre. 3 Vorträge. Mannheim.
- 1860: Friedrich Schiller: Akademische Festrede zu Schiller’s hundertjährigem Geburtstage (online)
- 1862: Akademische Reden. Stuttgart (Darin: Johann Gottlieb Fichte – Rede zur akad. Fichte-Feier den 19. Mai 1862 in Gegenwart Sr. königl. Hoheit des Großherzogs von Sachsen gehalten in der Collegienkirche zu Jena. Die beiden kantischen Schulen in Jena – Rede zum Antritt des Prorektorats, den 1. Feb. 1862).
- 1863: René Descartes’ Hauptschriften zur Grundlegung seiner Philosophie. Ins Deutsche übertragen von Kuno Fischer. Neuausgabe 1868 (online)
- 1864: Lessings Nathan der Weise. Die Idee und die Charaktere der Dichtung. Stuttgart.
- 1865: Baruch Spinoza’s Leben und Character. Ein Vortrag. Mannheim.
- 1868: Über das academische Studium und seine Aufgabe. Rede zum Antritte des Prorectorats und zur Preisverkündigung den 1. August 1868. Heidelberg.
- 1869: Carl Wilhelm Göttling. Eine Charakterzeichnung als Vorwort zu seinem letzten Werke. Jena
- 1870: Anti-Trendelenburg. Eine Gegenschrift (online)
- 1871: Ueber die Entstehung und die Entwicklungsformen des Witzes. Zwei Vorträge, gehalten in der Rose zu Jena im Februar 1871 (online)
- 1875: Francis Bacon und seine Nachfolger. Entwicklungsgeschichte der Erfahrungsphilosophie (online)[8]
- 1875: Ueber das Problem der menschlichen Freiheit. Rede zum Geburtsfeste des höchstseligen Grossherzogs Karl Friedrich von Baden und zur akademischen Preisvertheilung am 22. November 1875. Heidelberg.
- 1877: Goethe’s Faust. Ueber die Entstehung und Composition des Gedichts. Berlin.
- 1881: Lessing als Reformator der deutschen Literatur. Stuttgart.
- 1884: Das Streber- und Gründerthum in der Literatur. Vade mecum für Herrn Pastor Krause in Hamburg. Stuttgart.
- 1886: Festrede zur 500jährigen Jubelfeier der Ruprecht-Karls-Universität zu Heidelberg : gehalten den 4. August 1886 (online)
- 1888: Festvortrag Goethes Iphigenie (online)
- 1889: Shakespeare’s Charakterentwicklung Richards III. Heidelberg, 2. Aufl.
- 1890: Über G. E. Lessing. Theil 3. Lessings Emilia Galotti.
- 1896: Das Verhältnis zwischen Willen und Verstand im Menschen. In Gegenwart der höchsten Herrschaft geh. im Residenzschlosse zu Karlsruhe am 28. März 1896 (online)
- 1897: Descartes’ Leben, Werke und Lehre. Heidelberg, 4. neu bearb. Aufl.
- 1897: Der Philosoph des Pessimismus. Ein Charakterproblem. Heidelberg.
- 1899: Goethe und Heidelberg. Festrede zur städtischen Goethefeier aus Anlaß des 150. Geburtstages Goethes gehalten am 29. October 1899 (online)
- 1891: Schiller als Philosoph. Teil 1: Die Jugendzeit (online)
- 1902: Goethes Satanologie im Faust. Breslau.

## Archivalien
An Archivalien von und über Kuno Fischer finden sich beispielsweise
- ein am 18./19. März 1897 datierter handschriftlicher Brief von dem in Hannover-Linden tätigen Rechtsanwalt und Senator Wilhelm Laporte; Universitätsbibliothek Heidelberg, Nachlass Kuno Fischer, Korrespondenz, Signatur Heid. Hs. 2615,22[9]